# Yvonne Chollet
Yvonne Chollet, nacida Germaine Yvonne Gay (La Péruse, Charente, 11 de marzo de 1897 - campo de concentración de Ravensbrück en Fürstenberg/Havel, 23 de febrero de 1945) fue una profesora y luchadora de la resistencia francesa.

## Biografía
Germaine Yvonne Gay nació en La Péruse, en Charente, el 11 de marzo de 1897. Era hija de Marius Jean Gay, maestro de escuela, manifiestamente laico, y de Léonie Léonard, presidenta fundadora de la Liga de los Derechos Humanos, en la sección del distrito 10 de París. El 5 de agosto de 1920 se casó con Sosthène Chollet en Saint-Christophe.
En noviembre de 1920 viajó a Beirut para reunirse con su marido, destinado allí como sargento. A su llegada fue nombrada profesora de la escuela francesa de niñas de Beirut. En 1924 el matrimonio regresó a Francia tras aceptar ambos sendos puestos de profesor en las escuelas de la plaza de Saint Denis, en Vendôme.
Políticamente comprometida desde 1936, durante la ocupación alemana Yvonne Chollet, sin consultarlo con su familia, se unió a la resistencia. Su cada vez mayor implicación en la política supuso también una mayor vigilancia sobre sus actividades por parte los simpatizantes de los nazis, lo que le llevó a ser denunciada y detenida el 6 de mayo de 1943,  por la Gestapo en Orleans, mientrasa impartía clase en su aula, acusada de hacer propaganda antialemana y diferentes acciones clandestinas. Fue encarcelada en Blois el mismo día de su arresto y posteriormente trasladada a las cárceles de Orleans y Romainville y después internada en el campo de internamiento de Compiègne, antes de ser deportada, el 30 de enero de 1944, al campo de Ravensbrück en Alemania, donde se le asignó el número de prisionera "27095". Murió el 23 de febrero de 1945. Otras dos resistentes de Vendôme, Marie-Louise Gaspard del grupo "Vendôme A» y Lucienne Hallouin, morirán también con ella tras el caso del "asesinato de los aviadores aliados".
Dotada de una gran voz y talento para el canto compartió esta afición con sus alumnos de Vendôme y más tarde con sus compañeros de resistencia. Durante su internamiento en Compiègne dirigió un coro dejando huella, como fue la interpretación la víspera de su muerte, de la Canción de la partida de Étienne Nicolas Méhul.

## Reconocimientos
- Una de las escuelas de Vendôme recibió su nombre.[4]
- En las instalaciones del mismo colegio se colocó una placa en su memoria.[4]
- Su retrato y su historia forma parte de la "Ruta de la Memoria" producida por la ciudad de Vendôme en homenaje a sus combatientes de la resistencia.[4]

## Condecoraciones
| Cinta                     | Decoración                             |
| ------------------------- | -------------------------------------- |
| Médaille militaire        | Medalla Militar                        |
| Croix de guerre 1939-1945 | Cruz de Guerra 1939-1945 (con 1 palma) |
| Médaille résistance       | Medalla de la Resistencia Francesa     |